# Bideau Park
Bideau Park ist eine Grünanlage im Zentrum von Castries, St. Lucia.
Der Platz liegt im Zentrum der Stadt, nur wenige Meter südlich des Südostendes der Bucht Castries Port (Vielle Ville Bay). Bis zum Ufer erstreckt sich von dort nur noch die Vendors Arcade (Verkaufshalle). Er wird begrenzt von den Straßen Jeremie Street im Norden und Laborie Street und Peynier Street westlich beziehungsweise östlich des Parks, während nach Süden der Constitution Park mit seinen Gebäuden anschließt. Die Laborie Street verbindet den Park dabei mit dem Derek Walcott Square.
Des Park ist ausgestattet mit zwei Statuen. Diese ehren das Andenken von Jean Baptiste Bideau (1780–1817), eines Kapitäns, der einmal Simon Bolivar das Leben rettete.